# 大潭城
大潭城是闽越的“拒汉六城”之一，遗址在今福建省南平市建阳区城区西隅大潭山（卧牛山）。西汉初年，由闽越王无诸下令建造，以防止西汉入侵。城池下有溪潭，故得此名。大潭城遗址尚未进行发掘。